# محافظة دورنود
محافظة دورنود (بالإنجليزية: Dornod Province)‏ هي محافظة في منغوليا، تتبع منغوليا، بلغ عدد سكانها 69٬552 نسمة، في 2011، عاصمتها تشويبالسان، تبلغ مساحتها 123٬597٫43 كيلومتر مربع.

## الموقع
تشترك في الحدود مع:
- زابايكالسكي كراي
- محافظة سوخباتار
- محافظة خنتي
- منغوليا الداخلية.

## التقسيمات الإدارية
- Bayandun [الإنجليزية]‏
- Bayantümen [الإنجليزية]‏
- Bayan-Uul, Dornod [الإنجليزية]‏
- Bulgan, Dornod [الإنجليزية]‏
- Choibalsan (sum) [الإنجليزية]‏
- Chuluunkhoroot [الإنجليزية]‏
- Dashbalbar, Dornod [الإنجليزية]‏
- Gurvanzagal [الإنجليزية]‏
- Khalkhgol [الإنجليزية]‏
- Kherlen, Dornod [الإنجليزية]‏
- Khölönbuir, Dornod [الإنجليزية]‏
- Matad [الإنجليزية]‏
- Sergelen, Dornod [الإنجليزية]‏
- Tsagaan-Ovoo [الإنجليزية]‏.